# Hå
Hå é uma comuna da Noruega, com 255 km² de área e 14 568 habitantes (censo de 2004). TAs principais localidades da comuna são: Nærbø, Varhaug (sede da comuna) e Vigrestad, que correspondem a três antigos municípios que foram reunidos num só.    